# 灵厄
灵厄（丹麥語：Ringe），丹麥菲英島上的一座城鎮，福堡-中菲英市鎮的行政中心。